# Albert Barillé
Albert Barillé (Varsòvia, 14 de febrer de 1920 - Neuilly-sur-Seine, 5 de febrer de 2009) fou un director, autor, guionista i productor francès. És especialment conegut per ser el creador de la sèrie d'animació Una vegada hi havia... l'home, Una vegada hi havia... l'espai i Una vegada hi havia... la vida.

## Biografia

### Inicis
Originari d'origen senzill, Albert Barillé va assumir des de ben jove diversos treballs precaris, els seus pares no disposaven de mitjans per finançar els seus estudis. El seu primer treball en el sector audiovisual va ser la producció i distribució de llargmetratges a Amèrica Llatina als anys cinquanta. Va fundar així la productora Procidis que encara existeix avui dia.

### L'èxit de la sèrie
Als anys 60, Albert Barillé va decidir dirigir la seva productora cap a la televisió, que li semblava el futur. Li agradava distribuir pel·lícules per a nens, però poques el satisfein. Per a ell, el temps d'un jove espectador es podia aprofitar de manera útil distreint-lo i divertint-lo, però també aportant-li coneixements.
El 1969, Albert Barillé va crear Colargol, una sèrie d'animació destinada als nens. Encara productor independent, va finançar la sèrie ell mateix (davant la negativa de l'ORTF), i va confiar la producció a Tadeusz Wilkosz, animador polonès (Film Studio Se-ma-for). La sèrie va aconseguir ràpidament les qualificacions més altes entre les pel·lícules infantils. L'èxit de Colargol va ser tal que la sèrie i sobretot el seu personatge han entrat avui a l'univers col·lectiu de la generació francesa dels anys setanta.
El 1978, encara amb la productora Procidis, va crear la primera sèrie d'animació d'una llarga saga de futur: Una vegada hi havia... l'home. Aquest va ser un gran èxit des del seu llançament. Els episodis originals de cinc minuts es van emetre diàriament a les 19.55 a FR3, i els espectadors podien veure l'episodi complet els dissabtes. Deu anys després de Les Shadoks (emissió per primera vegada el 1968) o Aglaé et Sidonie (1969), va ser una de les grans sèries de dibuixos animats de la televisió francesa, i la pionera del gènere de l'entreteniment educatiu per a nens.
Van seguir sis sèries més, sempre amb el mateix objectiu d'ensenyar als nens, i amb personatges ja coneguts, sobretot Mestre amb el suport de la veu de Roger Carel. Per tant, set sèries constitueixen la saga francesa Il était une fois: sobre l'home, l'espai, la vida, les Amèriques, els descobridors, els exploradors i la Terra. Cadascun d'ells conté 26 episodis, dels quals Albert Barillé és autor, productor i director; i va gaudir d'un èxit global, emès a 120 països d'arreu del món.
Altres projectes no van arribar a bon port: als anys 2000, Albert Barillé havia pensat en una sèrie sobre mitologia grega, així com una altra part de la saga que s'hauria titulat: "Il était une fois le progrès" (Una vegada hi havia el progrés).

## Filmografia

### Televisió
- 1970: Colargol
- 1978: Una vegada hi havia... l'home
- 1982: Una vegada hi havia... l'espai
- 1987: Una vegada hi havia... la vida
- 1992: Il était une fois… les Amériques
- 1994: Il était une fois… les Découvreurs
- 1997: Il était une fois… les Explorateurs
- 2008: Il était une fois… notre Terre

Les sèries Una vegada hi havia... s'han adaptat al còmic.

### Cinema
- 1982: Il était une fois… l'Espace: la Revanche des Humanoïdes

## Reconeixements
- Gran Premi del Festival Internacional de Cinema Juvenil (Colargol)
- Soleil d'or del Festival de Cannes, millor programa per a joves (Una vegada hi havia... l'home)
- Médaille de vermeil de creació francesa (Conjunt de l'obra)
- Sept d’or, millor programa per a joves (Una vegada hi havia... la vida)
- Pater, millor programa juvenil - Austràlia (Una vegada hi havia... la vida)
- COAL (Conjunt de l'obra)
- Premi de Ràdio i Televisió 2009 (Il était une fois... Notre Terre)